# Altos de Ezcurra
Se conoce como Altos de Ezcurra a una casa de dos plantas que perteneció a María Josefa Ezcurra, hermana de Encarnación Ezcurra, esposa de Juan Manuel de Rosas, gobernador de Buenos Aires en dos ocasiones (1829/1832 y 1835/1852).
Se encuentra en el barrio de Monserrat, en el casco histórico de la ciudad de Buenos Aires, Argentina. Fue declarada Monumento Histórico Nacional en 1997.
Según se cree, María Josefa Ezcurra habría sido amante de Manuel Belgrano y habría tenido un hijo suyo. En su casa se realizaban reuniones que quedaron retratadas en la obra de José Mármol Amalia. Ezcurra fue una fervorosa partidaria del régimen rosista, lo que le valió numerosas críticas de los opositores intelectuales.
Esta casa de altos (denominación dada en la época a las viviendas con planta alta) fue construida en 1836 por Saturnino Segurola con influencias del estilo renacentista italiano y estaba pintada del color federal, el rojo. La puerta es de doble hoja y fue construida con la técnica de tableros usada en la época colonial. Accediendo a la vivienda, se llega a una escalera hecha en palma paraguaya. En la década de 1860 la planta baja fue destinada a uso comercial, cuyos interiores realizados a comienzos del siglo XX se conservan en la actualidad.

## Actualidad
La casa fue adquirida por la Municipalidad de la Ciudad de Buenos Aires en 1971, a pedido del arquitecto José María Peña, director del Museo de la Ciudad, al cual fue donada con el propósito de formar parte del mismo.
Sin embargo los trabajos de restauración y adecuación nunca comenzaron y la vivienda agudizó su deterioro en las últimas décadas, sin un esfuerzo gubernamental por mantenerla. Finalmente las obras comenzaron en 1997, pero se suspendieron en 2001, con la crisis económica y política. La empresa a cargo de la restauración acusó irregularidades en los pagos y la casa quedó abandonada y a medio remozar por años.
Finalmente, a mediados de 2009 el Gobierno de la Ciudad comenzó los trabajos definitivos de refacción de las propiedades del Museo de la Ciudad, tanto de los Altos de Elorriaga como de los Altos de Ezcurra.
En la casa de Ezcurra, debido al deterioro de la fachada fue necesario quitar el revoque original y cementar nuevamente. Se realizó a nuevo el mismo, así como partes de carpintería y los balcones. Las obras finalizaron en el mes de diciembre.
Sin embargo, las obras se frenaron al poco tiempo debido a un conflicto con la constructora. Entre 2009 y 2010, se reparó la fachada y se eliminó la vegetación adherida a las paredes. Desde ese entonces hasta la fecha, fue descuidada.